# 北倉郡
北倉郡（プクチャンぐん）は、朝鮮民主主義人民共和国平安南道に属する郡である。

## 地理

### 隣接行政区
- 北 － 徳川市
- 東 － 孟山郡
- 南 － 新陽郡、成川郡、順川市
- 西 － 价川市

## 行政区域
1邑・ 9労働者区・20里を管轄する。
| - 北倉邑（プクチャンウプ） - 渴汨労働者区（カルコルロドンジャグ） - 官下労働者区（クァナロドンジャグ） - 得将労働者区（トゥクチャンノドンジャグ） - 鳴鶴労働者区（ミョンハクノドンジャグ） - 北倉労働者区（プクチャンノドンジャグ） - 保業労働者区（ポオプロドンジャグ） - 松南労働者区（ソンナムノドンジャグ） - 芿浦労働者区（インポロドンジャグ） - 豊穀労働者区（プンゴンノドンジャグ） - 加坪里（カピョンニ） - 光労里（クァンノリ） - 南上里（ナムサンニ） - 南陽里（ナミャンニ） - 大坪里（テピョンニ） | - 龍山里（リョンサンニ） - 梅峴里（メヒョンニ） - 鳳倉里（ポンチャンニ） - 三里（サムニ） - 上下里（サンハリ） - 召倉里（ソチャンニ） - 松林里（ソンニムニ） - 松寺里（ソンサリ） - 水玉里（スオンニ） - 新福里（シンボンニ） - 新石里（シンソンニ） - 新坪里（シンピョンニ） - 淵流里（ヨルリュリ） - 蚕上里（チャムサンニ） - 檜安里（フェアンニ） |

## 歴史
北倉郡は、北朝鮮建国後に新設された郡である。
1952年12月、孟山郡の玉泉面・封仁面・鶴川面、徳川郡の蚕島面・蚕上面が統合され、北倉郡が編成された（1邑25面）。
はじめ郡人民委員会は旧玉泉面北倉里に置かれ、この地区を北倉邑と称した。1967年には楊村里とその周辺地域が北倉労働者区に編成された。1972年、郡人民委員会は北倉労働者区（旧・楊村里）に移転し、この地区が北倉邑と呼ばれるようになり、それまでの北倉邑（旧・北倉里）は北倉労働者区に改称された。
1995年8月には石山里・院坪里・龍山里を再編し、得将地区が新設された。2000年に得将地区は廃止され、同地区所属の労働者区は北倉郡に編入されている。

### 年表
この節の出典
- 1952年12月 - 郡面里統廃合により、平安南道孟山郡玉泉面・封仁面・鶴川面、徳川郡蚕島面・蚕上面をもって、北倉郡を設置。北倉郡に以下の邑・里が成立。(1邑25里)
  - 北倉邑・龍浦里・水玉里・豊穀里・光労里・採嶺里・南上里・淵流里・新福里・加坪里・召倉里・上下里・院坪里・官下里・三興里・蚕上里・石山里・梅峴里・新石里・松寺里・南陽里・檜安里・三里・大坪里・松林里・龍山里
- 1954年10月 (1邑26里)
  - 官下里・淵流里の各一部が合併し、楊村里が発足。
  - 召倉里の一部が成川郡新坪里と合併し、新坪里が発足。
  - 三興里が徳川郡に編入。
- 1967年 (1邑2労働者区24里)
  - 大坪里の一部が龍山里に編入。
  - 龍山里の一部が石山里に編入。
  - 楊村里および大坪里の一部が合併し、北倉労働者区が発足。
  - 採嶺里が松南労働者区に昇格。
- 1972年 (1邑2労働者区24里)
  - 北倉邑が北倉労働者区（新）に降格。
  - 北倉労働者区（旧）が北倉邑に昇格。
- 1981年 (1邑4労働者区22里)
  - 豊穀里が豊穀労働者区に昇格。
  - 龍浦里が芿浦労働者区に昇格。
- 1984年 - 价川郡鳳倉里を編入。(1邑4労働者区23里)
- 1990年10月 - 大坪里の一部が北倉労働者区に編入。(1邑4労働者区23里)
- 1992年1月 - 新坪里が新設の殷山郡に編入。(1邑4労働者区22里)
- 1994年 - 殷山郡新坪里を編入。(1邑4労働者区23里)
- 1995年8月 (1邑4労働者区21里)
  - 石山里および院坪里・龍山里の各一部が新設の得将地区に編入。
  - 院坪里の残部が龍山里に編入。
- 1997年 - 官下里が官下労働者区に昇格。(1邑5労働者区20里)
- 2000年1月 - 得将地区得将労働者区・鳴鶴労働者区・甫業労働者区・カルコル労働者区を編入。(1邑9労働者区20里)
- 2008年前 - 得将労働者区・鳴鶴労働者区・甫業労働者区・カルコル労働者区が新設の得将地区に編入。(1邑5労働者区20里)
- 2018年 - 独立していた得将地区を再編入。(1邑9労働者区20里)

## 交通
- 平徳線
  - 松南青年駅 - 仮倉駅 - 北倉駅 - 玉泉駅 - 鳩峴駅 - 檜安駅
- 官下線
  - 北倉駅 - 官下駅
- 得将線
  - 北倉駅 - 楊村駅
- 芿浦線
  - 鳩峴駅 - 芿浦駅
- ソルゴル炭鉱線
  - 松南青年駅 - ソルゴル駅
- 戴建線
  - 鳳倉駅